# Premi Nacional de Fotografia (CEF)
|  | No s'ha de confondre amb Premi Nacional de Fotografia d'Espanya. |

El Premi Nacional de Fotografia de la Confederación Española de Fotografía (CEF) és un dels guardons que atorga anualment aquesta entitat a persones, institucions o col·lectius que han destacat per la seva aportació a la promoció i difusió de la fotografia artística. Creat l’any 1992, el Premi Nacional de Fotografia reconeix la tasca d’artistes que han contribuït significativament al patrimoni fotogràfic dins l’àmbit estatal. Aquest premi forma part dels reconeixements que es lliuren en el marc del Congrés Anual de la CEF, un esdeveniment que reuneix afeccionats i professionals de la fotografia de tot l’estat espanyol.

## Llista de persones premiades
- 1992 – José María Ribas i Prous
- 1993 – Gabriel Cuallado Candel
- 1994 – Juan María Diaz Burgos
- 1995 – Sigfrido de Guzmán
- 1996 – Angel Duerto Oteo
- 1997 – Pedro Olaya Ruano
- 1998 – Alberto Fernández Ibarburu
- 1999 – Alberto Schornmer
- 2000 – José Verón Gormaz
- 2001 – Juan Angel Arrieta Guzmán
- 2002 – Juan Jesús Huelva Esteban
- 2003 – Daniel Herce
- 2004 – Rafael Navarro Garralaga
- 2005 – Manuel Lafuente Caloto
- 2006 – José Francisco Gálvez Jurado
- 2007 – Gabriel Brau Gelabert
- 2008 – Antoni Pastor Pérez
- 2009 – Miguel Parreño Méndez
- 2010 – Joseba Ibarra Amor
- 2011 – Sergio Tello Soler
- 2012 – Javier Pedro Fernández Ferreras
- 2013 – Frederic Garrido Vilajuana
- 2014 – Santos Moreno Villar
- 2015 – José María Lacunza Nasterra
- 2016 – Julián Negredo Sánchez
- 2017 – José Beut Duato
- 2018 – Asier Garagarza Sánchez
- 2019 – Manuel Viola Figueras
- 2020 – Jordi Ventura Carbó
- 2021 – Jorge Ruiz Dueso
- 2022 – José Ramón San José Ruigómez
- 2023 – Ángel Benito Zapata